# TIFF Bell Lightbox & Festival Tower
Der TIFF Bell Lightbox & Festival Tower ist ein Kulturzentrum und ein hohes Wohngebäude in Toronto, Ontario, Kanada. Das Gebäude befindet sich an der Kreuzung King Street und John Street und wurde 2010 fertiggestellt. Das Gebäude besteht aus einem Podium in dem sich ein großes Kino mit fünf Sälen und Büros befinden sowie einem hohen Wohngebäude. Das Gebäude ist Hauptsitz der Toronto International Film Festival. In dem Gebäude finden die jährlichen Toronto International Film Festival (TIFF) statt.

## TIFF Podium

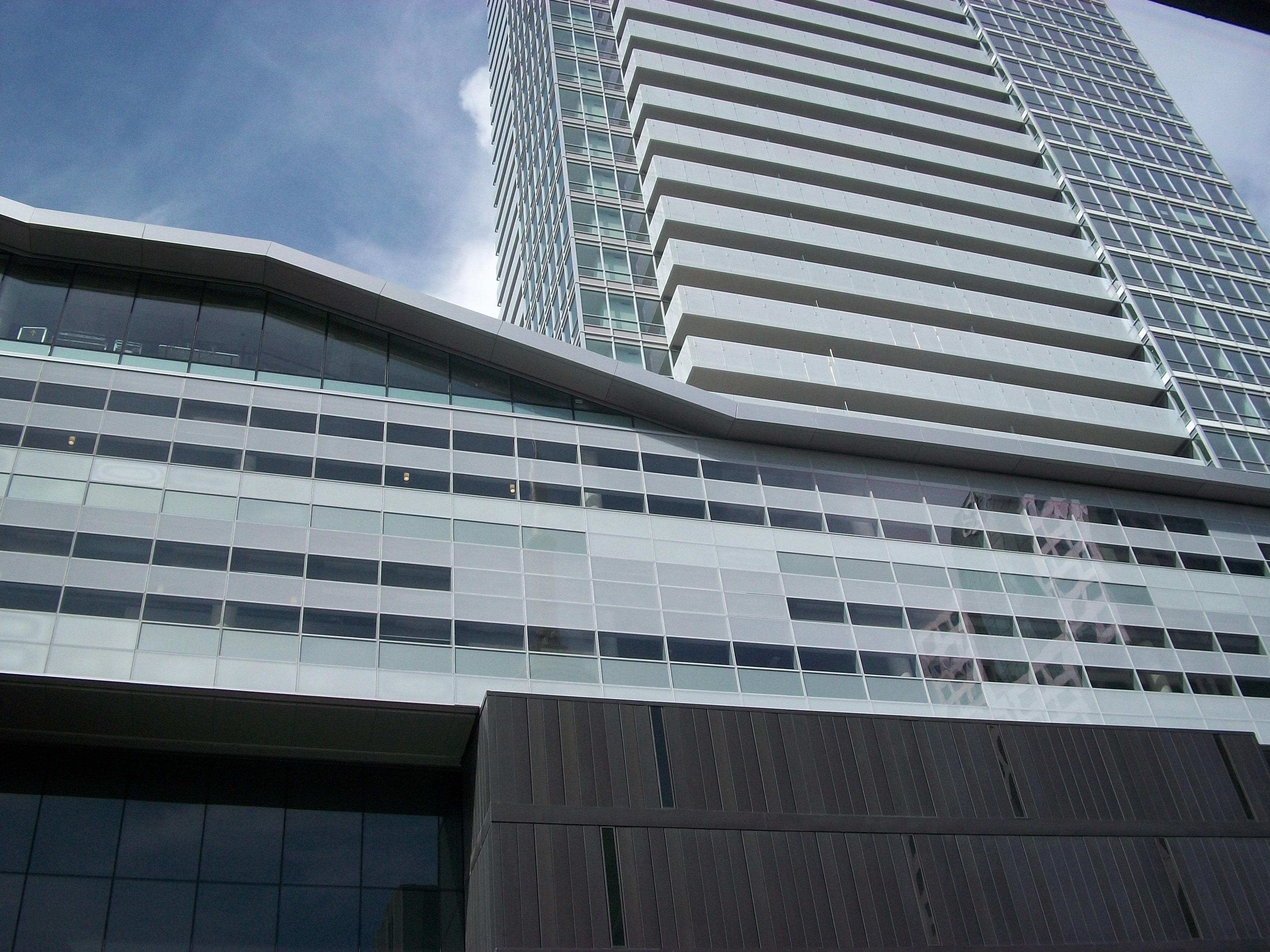
Gebäudedetails des Podiums

Das Podium ist ein fünfstöckiger Komplex, in dem sich u. a. Büros der TIFF, ein Fünf-Saal-Kino, ein dreistöckiges Atrium, zwei Galerien, ein Lernzentrum für Schüler und Studenten, Cafés, Restaurants, eine Lounge sowie mehrere Shops befinden. In dem Kino werden vorwiegend Filme gezeigt die in Bezug zu den TIFF veranstaltungen stehen. Eine Sammlung von archivierten Filmen, die auch der Öffentlichkeit zugänglich ist, dient auch für Forschungen und als Lernzentrum. Die Galerien stellen vor allem Filmmaterialien zur aus. Dazu zählen neben aktuellen auch historische Materialien. Die Galerie im obersten Stockwerk ist frei für die Öffentlichkeit zugänglich. Wohingegen die zweite und größere Galerie in den untersten Bereichen nur bezahlte Führungen anbietet. Die erste Ausstellung war vom Museum of Modern Art mit einer Monografie von Tim Burton.

## Festival Tower
The Festival Tower wurde von der Daniels Corporation gebaut. Das Gebäude verfügt über 458 Wohneinheiten auf 42 Etagen. Das Wohngebäude wurde in Zusammenarbeit mit der Toronto International Film Festival Group und der King and John Festival Corporation gebaut. Am 2. August 2011 um 19.30 Uhr lösten sich an dem Wohngebäude Glas Elemente vom 27. Stock und stürzten in die Tiefe. Bei dem Vorfall wurde niemand verletzt.